# Мастер света свечи
Мастер света свечи (англ. The Candlelight Master, итал. Maestro del lume di candela, во французских изданиях — Мастер свечи, фр. Maître à la Chandelle, начало XVII века (?), Экс-ан-Прованс (?), Франция (?) — после 1634 года, Рим (?), Италия (?)) — неизвестный по имени французский, итальянский или североевропейский художник, работавший в Риме с 1620 по 1634 год (а возможно, и позже). Его картины приписывались известным современникам, среди которых были Геррит ван Хонтхорст, Матиас Стомер и Жорж де Латур. Предпринимались попытки отождествить его с представителями династии живописцев Биго из Экс-ан-Прованса Трофимом Биго Старшим и Трофимом Биго Младшим, а также с итальянским художником Мастером Джакомо (или Джакомо Масса).
Всего разными историками искусства Мастеру света свечи приписывается до 50 различных полотен, находящихся в крупных европейских и американских музеях, а также в частных коллекциях.

## Попытки идентификации художника

### Мастер света свечи и Трофим Биго
В 1960 году несколько ночных сцен, созданных в стиле Караваджо, до этого ошибочно соотносившиеся с творчеством Геррита ван Хонтхорста, Матиаса Стомера и Жоржа де Латура и представлявшие собой близкую в стилистическом отношении группу, были приписаны британским искусствоведом Бенедиктом Николсоном анонимному художнику, которого он назвал «Мастером света свечи». Спустя четыре года другой искусствовед, француз Жан Буайе (иногда приоритет в такой идентификации приписывается самому Бенедикту Николсону), предложил предварительную идентификацию этого художника как уроженца города Экс в Провансе, жившего в Риме с 1620 по 1634 год, которого он воспринимал как таинственного мастера, вероятно, фигурирующего в документах своего времени как «Trophime Bigot», «Théophile Bigot» и «Teofili Trufemondi» (а также: Teofilo Rigotti, Teofilo Bigatto, Teofilo Truffamondo, Teofilo Bigot, Theofilo Bigotti, Theofilo Gotti (de), Theofilo Truffamondo, Teofilo Bigotti, Theophilus Bigot, Theophilus Bigottus). В частности, он упоминается немецким живописцем и историком искусства XVII века Иоахимом фон Зандрартом. Советский искусствовед Юрий Золотов принял это отождествление. В книге о творчестве Жоржа де Латура он называет Биго двойником героя своей монографии и подробно описывает, опираясь на документы, его пребывание в Риме: с 1620 по 1625 год он находится в списке прихожан церкви Сан-Лоренцо-ин-Лучина, в 1630 году его застаёт там Иоахим фон Зандрарт, но уже в приходе Санта-Мария-дель-Пополо, в 1634 году он также ещё находится в Риме.
Хотя эта точка зрения утвердилась в искусствознании на некоторое время, атрибуция оказалась ошибочной, так как картины, созданные Биго в Провансе после 1614 года, и те, что были созданы в Риме между 1620 и 1640 годами, стилистически сильно отличаются друг от друга и, вероятно, не могли принадлежать одному и тому же художнику. Чтобы преодолеть это противоречие, была выдвинута гипотеза существования двух Трофимов Биго (авторство данной гипотезы приписывается Николсону, она была высказана им в 1972 году). Трофим Биго Старший, который родился в Арле в 1579 году, а умер после 1649 года, был объявлен создателем картин, написанных в Провансе и имеющих значительное стилистическое сходство между собой. Второй Биго — Трофим Биго Младший, его сын, который находился длительное время в Риме и активно работал там в период с 1620 по 1634 год, — был, предположительно, автором группы работ Мастера света свечи, связанных с Италией. Эта гипотеза вскоре была поставлена под сомнение Жан-Пьером Кузеном (1979), который в свою очередь предложил выделить две группы среди работ, приписанных прежде Биго Младшему во время его пребывания в Риме, — одну из них он соотнёс с именем Трофима Биго, а другую с творчеством неидентифицированного художника, ответственного за создание большинства работ римского мастера. Кузен предложил именовать этого художника «Мастер света свечи» (до 1964 года это условное имя прилагалось ко всему комплексу работ, приписываемых теперь Трофиму Биго Старшему, Трофиму Биго Младшему и Мастеру света свечи). Часть историков искусства не согласились принять этот тезис и утверждали, что стандартная атрибуция верна. Современные искусствоведы так и не смогли прийти к окончательному выводу после двадцати лет архивных исследований, нескольких выставок и публикации множества статей, посвящённых данной проблеме, являются ли Мастер света свечи и Биго Младший одним и тем же человеком или разными художниками. Дискуссионным остаётся также вопрос, кем Мастер света свечи является по национальности — французом или представителем одного из народов Северной Европы, так как влияние художников именно этого региона (особенно Хонтхорста, Стомера и Адама де Костера) на его творчество является очевидным. Загадкой остаётся и сходство между работами Mастера свечей и творчеством Жоржа де Ла Тура.

### Мастер света свечи и Джакомо Масса

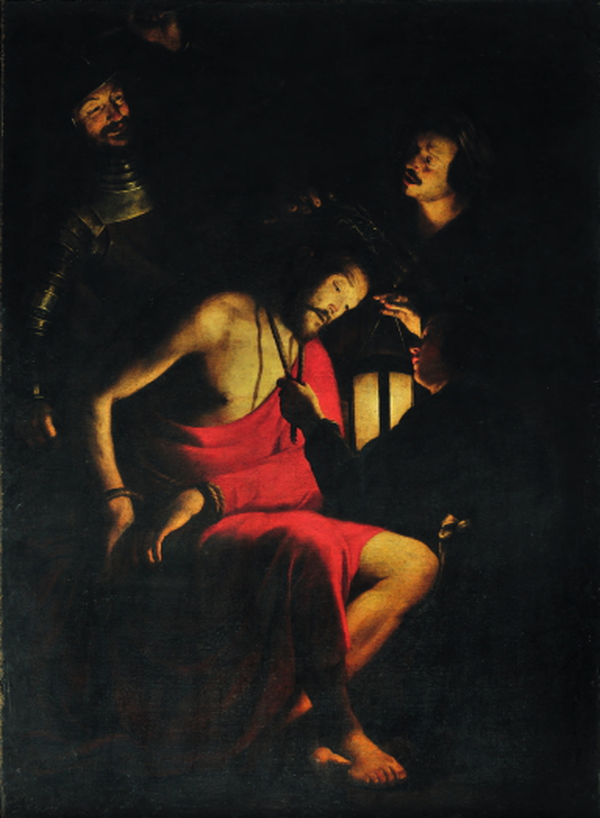
Мастер света свечи. Коронование терновым венцом. 1635 (?)

В настоящее время группа картин Мастера света свечи атрибутируется отдельными искусствоведами не только Трофиму Биго, но и итальянскому художнику Мастеру Джакомо (или Джакомо Масса, итал. Maestro Jacomo, итал. Jacomo Massa). Последней атрибуции, в частности, придерживается Галерея Дориа-Памфили, где находится большая группа картин художника. Это имя появилось благодаря находке неизвестного прежде документа историком искусства Оливье Мишелем в 1978 году в архиве церкви Санта-Мария в Аквиро, Рим. В церкви находятся три алтарных образа, один из которых Николсон в своё время включил в первоначальную группу работ Мастера света свечи. Архивный документ называет автора трёх алтарных образов в церкви именем «Маэстро Джакомо». Эта находка открыла дискуссию о том, должны ли теперь весь корпус работ Трофима Биго или хотя бы работы Мастера света свечей быть атрибутированы Мастеру Джакомо. Проблема осложняется тем фактом, что Николсон считал разных художников создателями алтарных образов этой церкви. Называется и уточнённое имя итальянского художника — Джакомо Масса. Исследования и дискуссии продолжаются с целью достижения научного консенсуса относительно личности «Мастера света свечи» Николсона.
Итальянский искусствовед Джанни Папи в 1998 году попытался различать двух разных авторов тех пяти картин, которые находятся в Галерее Дориа-Памфили и прежде приписывались Мастеру света свечи (по его мнению, это — Мастер Джакомо и собственно Мастер света свечи); он заметил различие в художественном уровне и стилистике между двумя картинами с поющим мальчиком и поющей девочкой — с одной стороны, эти картины, по его мнению, выполнил Мастер Джакомо (автор одного алтарного образа из трёх в церкви Санта-Марии в Аквиро), — и двумя другими полотнами, изображающими мальчика, держащего летучую мышь, и персонажа, заправляющего маслом лампу, — с другой стороны. Эти полотна он оценил как более тонкие и увлекательные, «таинственные в приостановленных демонстративных» действиях, по выражению самого историка искусства. Этого художника он счёл автором другого алтарного образа церкви Санта-Марии в Аквиро, которого он соотнёс с анонимным Мастером света свечи. Позже он стал относить к творчеству этого мастера ещё одну картину из Галереи Дориа-Памфили, которая изображает женщину, ищущую у себя блоху. Джанни Папи отрицает тождественность Мастера света свечи и Трофима Биго, творчество которого он ставит значительно ниже работ Мастера света свечи, называя картины Биго, созданные во Франции, архаичными и статичными.
Адриано Амендола в 2012 году приписал Мастеру Джакомо три работы из церкви Страстей в Санта-Мария в Аквиро. По мнению Амендолы, Джакомо Масса был автором «Пьеты» в алтаре, «Коронации терновником» на левой стороне и «Бичевания» с правой стороны; этому мастеру он приписал и группу работ Мастера света свечи. Папи считает, что факты не позволяют согласиться с подобным выводом, и настаивает, что Мастер Джакомо не может быть автором всех трёх картин в церкви Санта-Мария в Аквиро, так как слишком много стилистических различий между «Коронацией терновником» и «Бичеванием». Только автора «Коронации терновником» он считает Мастером света свечи. В 2000 году в ходе реставрации картины «Поклонения пастухов» было подтверждено наличие подписи «Bigot» и датировки 1640 годом, что позволило искусствоведу Эммануэлю Арло подтвердить невозможность отождествления Трофима Биго и Мастера света свечи, если последнему действительно принадлежит «Коронация терновником» в Санта-Мария в Аквиро.

## Атрибутируемые произведения

### «Святая Ирина, ухаживающая за святым Себастьяном»

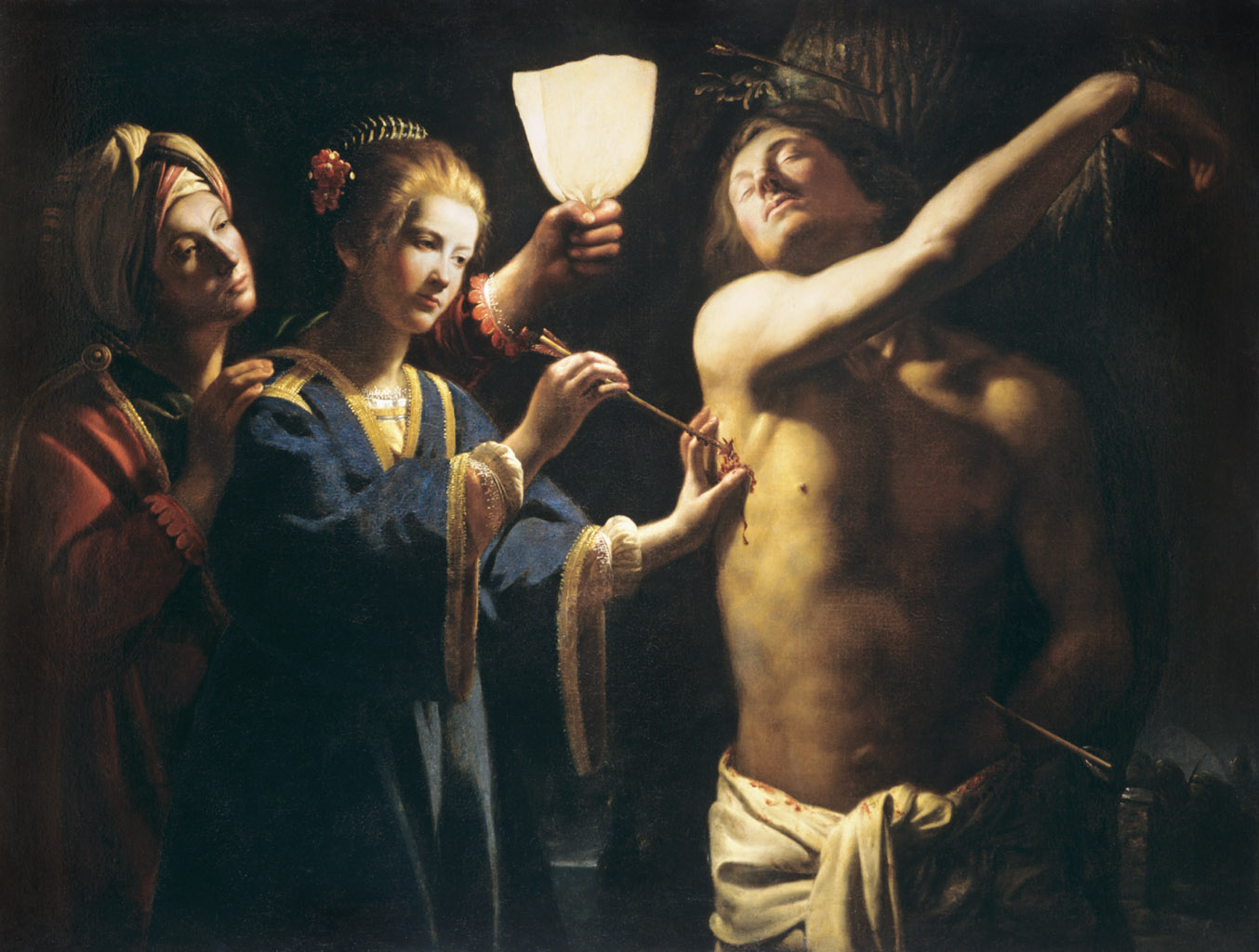
Мастер света свечи. Святая Ирина, ухаживающая за святым Себастьяном, начало XVII века

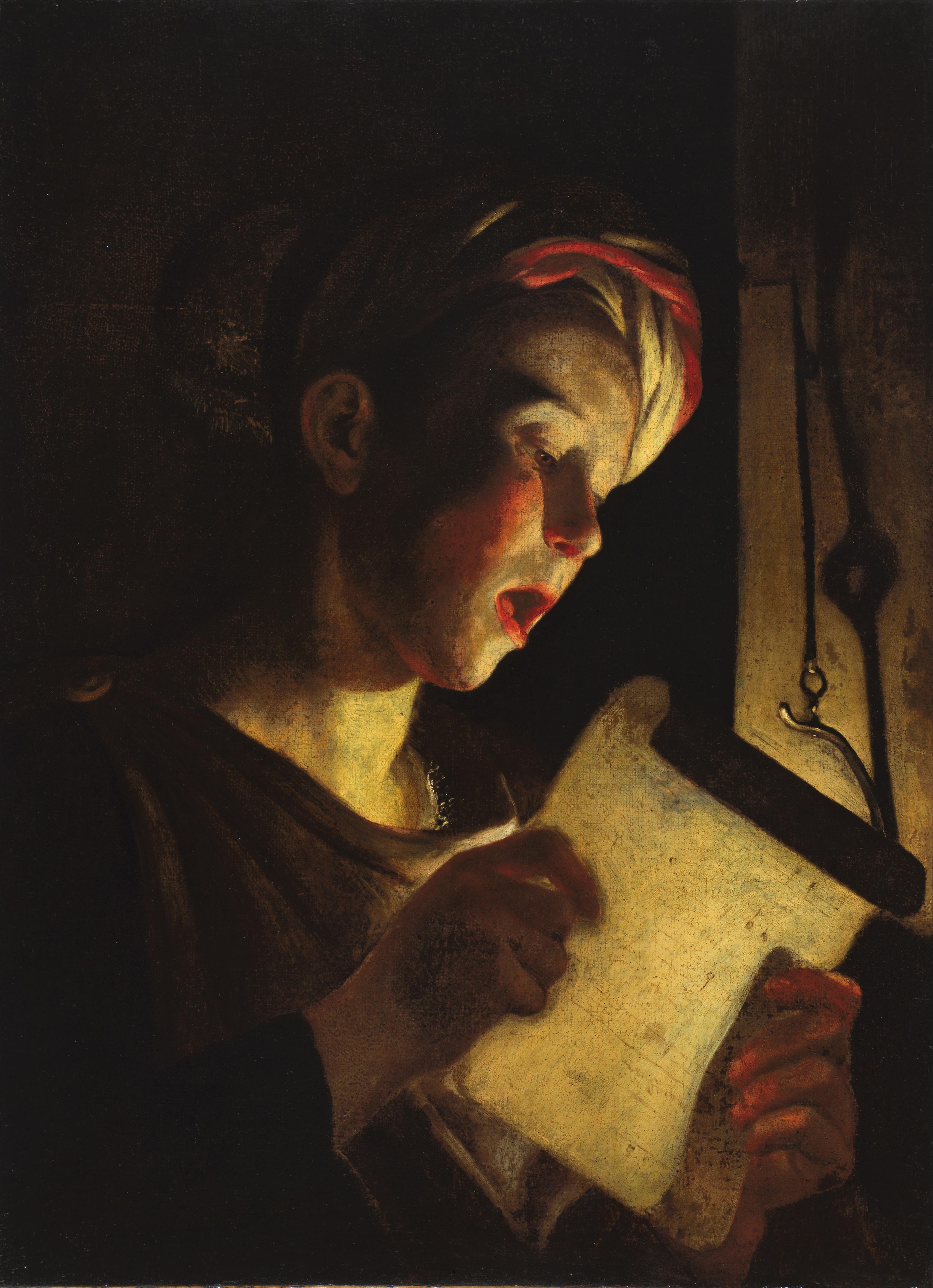
Мастер света свечи. Поющий мальчик, 1650 (?)

Эта картина, находящаяся в коллекции Музея изящных искусств Бордо, изображает мученичество святого Себастьяна, римского центуриона, который в начале IV века был приговорён к смертной казни по приказу императора Диоклетиана за то, что не отказался от христианской веры. Уважение к своему приговорённому к смерти бывшему командиру помешало лучникам, выполнявшим приказ императора, убить его, и они оставили его раненым. Придя, чтобы похоронить его, христианка Ирина и её служанка нашли Себастьяна ещё живым и вылечили его от ран. Исцелённый, святой Себастьян вновь предстал перед императором с обвинением в жестокости к христианам. Диоклетиан отдал приказ схватить его, Себастьян был забит до смерти, а тело его было брошено в римскую канализацию. Христианская община Рима нашла его мёртвое тело и похоронила в катакомбах апостолов Петра и Павла, где в настоящее время находится базилика святого Себастьяна. В средние века Себастьян воспринимался как защитник от чумы и патрон лучников. В живописи XVI — первой половины XVII века получили распространение два иконографических типа «Мученичества святого Себастьяна»: один характерен для художников, работавших в стиле барокко, в этом случае представлена казнь святого — лучники расстреливают Себастьяна, привязанного к дереву; второй вариант характерен для последователей Караваджо, изображена сцена посещения тяжелораненого Себастьяна Ириной, которую обычно сопровождают служанки. Караваджисты акцентировали страдания святого — Ирина часто вытаскивает стрелу из тела Себастьяна, доставляя ему тяжёлые мучения. На своей картине горизонтального формата Жорж де Латур придерживался именно этого варианта иконографии. Приписываемая Мастеру света свечи картина из Бордо необычна с иконографической точки зрения: святой всё ещё привязан к дереву, но Ирина уже извлекает из его тела стрелу, что объединяет оба иконографических варианта.
Монументальные фигуры, занимающие большую часть полотна, напоминают фриз. Тёмный ландшафт исполнен анонимным мастером в традиции последователей Караваджо. Фонарь определяет главную ось, с обеих сторон которой распределены по вертикали фигуры персонажей и дерево, к которому всё ещё привязан Себастьян. Интерес в этой работе у историков искусства вызывает игра света, исходящего от фонаря в центре картины, оставляя в темноте остальную часть сцены. Причудливо сочетание красок, используемых мастером, от светло-золотистого тона кожи Себастьяна до тёмно-коричневого пейзажа, с включением выделяющихся на их фоне ярких пятен цвета: красные плащ и тюрбан служанки, роза в волосах Ирины и синее с золотом облачение Ирины. Город Бордо приобрёл полотно у известного торговца антиквариатом Жака Селигмана в 1966 году. Техника исполнения — масляная живопись по холсту. Высота картины — 129,7 сантиметра, а длина — 170.

### «Поющий мальчик»
Полотно «Поющий мальчик» из коллекции Музея изобразительных искусств Сан-Франциско было приобретено в 1946 году с атрибуцией Жоржу де Латуру, предложенной Уолтером Фридландером (размер — 67,3 × 49,5 сантиметров, техника — масляная живопись по холсту, инвентарный номер — 1946.2, дар Арчера М. Хантингтона в память о Коллисе Поттере Хантингтоне). В 1951 году Чарльзом Стерлингом картина была атрибутирована как ранняя работа Маттиаса Стомера. Позже она была атрибутирована Бенедиктом Николсоном Мастеру света свечи (в 1960 году). Как и все работы этой группы, позднее она была отнесена к Трофиму Биго, затем к творчеству Биго Младшего, наконец, в настоящее время — снова таинственному Мастеру света свечи.
Несмотря на плохое состояние полотна, «Поющий мальчик» воспринимается историками искусства как безусловный шедевр. Мальчик поёт по нотному тексту, который держит в руках, при свете масляной лампы. Картина, по мнению современных искусствоведов, входит в группу стилистически близких работ, которая включает в себя также четыре полотна, находящихся в Галерее Дориа-Памфили в Риме: «Поющий мальчик», «Поющая девочка», «Мальчик с летучей мышью» и «Мальчик заливает масло в лампу» (есть в галерее и пятое полотно «Женщина, ищущая блоху», 1630—1635, соотносимое некоторыми искусствоведами с творчеством этого мастера).
Мастер света свечи достигает необычного эффекта освещения сцены пламенем лампы, картина передаёт искренность юного певца, но игра света и тени придаёт ей тревожный вид. Рот мальчика широко раскрыт, сам он полностью сконцентрирован на пении. Его меланхолическое и наполненное чувственностью выражение лица показывает, что Мастер света свечи в отдельных своих работах мог подняться до уровня лучших тенебристов своего времени, таких как Стомер и Хонтхорст, был способен на новации и поэтичность образов.

### Другие полотна

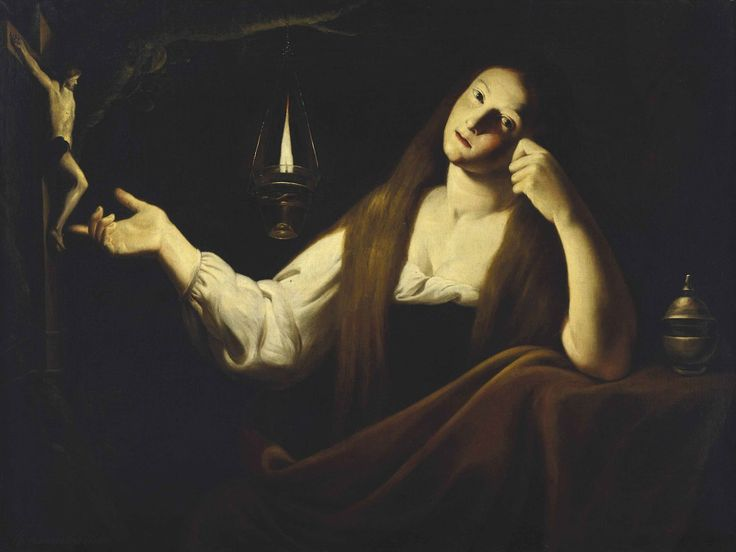
Мастер света свечи. «Кающаяся Магдалина» с аукциона Кристис, после 1620

Среди других полотен, атрибутируемых Мастеру света свечи: «Святой Франциск в молитве» (между 1630 и 1634 годами, размер — 100 × 140 сантиметров, холст, масляная живопись, Рим, Францисканский музей Исторического института капуцинов, инвентарный номер — 163), «Врач, изучающий мочу» (из Музея Ашмола, 72 × 99 сантиметров, между 1630 и 1633 годами, холст, масляная живопись), «Кающаяся Магдалина» (была выставлена на аукционе Кристис 2 декабря 2014 года как лот № 26, размер — 99 × 131,4 сантиметра, техника — масляная живопись по холсту). В Художественном музее в Понсе, Пуэрто-Рико, находится близкая по сюжету и стилистике картина, также изображающая кающуюся Марию Магдалину. Композиционные элементы двух картин поразительно похожи: распятие, видимое почти в профиле, находящееся вверху слева; свеча в стеклянной лампе; длинные прямые волосы самой Магдалины и золотистое цветовое решение полотна. На картине с аукциона Кристис Магдалина обращена лицом к зрителю: её черты лица, освещённые светильником со свечой, задумчивы и соблазнительны, меньше продиктованы пафосом веры, чем чувственностью. Мария Магдалина жестом руки указывает на распятие, но рассеянно смотрит в некое другое место: зритель, по мнению искусствоведа аукциона Кристис, не может быть уверен, что она поглощена покаянием, а не находится в состоянии меланхоличной экзистенциальной мечтательности. Сюжетно и стилистически полотно близко решению подобной темы Жоржем де Латуром.
Картина «Амур и Психея», относимая Папи к творчеству Мастера света свечи, находится в коллекции Городского музея Терамо в Италии. Размер полотна — 90 × 122 сантиметров, техника — масляная живопись по холсту, инвентарный номер — 1966 n. 84. В основе сюжета картины история Амура и Психеи, заимствованная из «Метаморфоз» Апулея. В легенде прекрасная смертная девушка не может устоять перед соблазном увидеть своего любовника, который каждую ночь приходит к ней, и в конце концов обнаруживает, что это бог любви Амур. Папи отмечает, что источник света — лампа, которая становится смысловым центром композиции: свет лампы показывает девушке, приподнимающей одеяло, тело её любовника, лежащего на кровати, свет заставит его пробудиться и исчезнуть. Он обращает внимание на сложность иконографии (художник демонстрирует здесь, как и во многих других картинах, свою склонность к чуду, любовник Психеи оказывается мирно дремлющим малышом), сама Психея на картине находится на границе между светом и тенью.

## Особенности стиля художника
Художник обладал, по мнению искусствоведов, яркой художественной индивидуальностью. Для него типичны изображения крупных фигур, занимающих большую часть пространства полотна, в религиозных и светских сценах, освещённых пламенем свечи или лампой. Наиболее амбициозны его ночные сцены, изображающие религиозные сюжеты, тем не менее, по мнению ряда историков искусства, они слабее в разработке сюжета и поэтому не могут конкурировать с шедеврами тенебризма, которые принадлежат Хонтхорсту и, тем более, Латуру. Произведения Мастера света свечи, по мнению доктора искусствоведения, главного хранителя департамента живописи Лувра Пьера Розенберга, — работы художника, который следовал традиции, не утруждая себя изменением её, художника, для которого изображение ночного освещения являлось самоцелью, при этом, скорее усвоенной раз и навсегда формулой, чем индивидуальным средством выразительности. Напротив, искусствовед Джанни Папи, один из самых крупных специалистов по творчеству Караваджо и его последователей, отмечает, что Мастер света свечи — художник, очень близкий к Хонтхорсту, но с самостоятельной и необычной трактовкой таинственных сцен, погружённых во мрак и всегда освещённых искусственным светом (свеча, лампа, факел).
Искусствоведы отмечают драматические эффекты освещения и оригинальные метафоры религиозного экстаза, свойственные анонимному Мастеру света свечи. Его картины неоднократно представляли искусство тенебризма на престижных выставках в крупных музеях Европы и США.

## Галерея. Картины Мастера света свечи

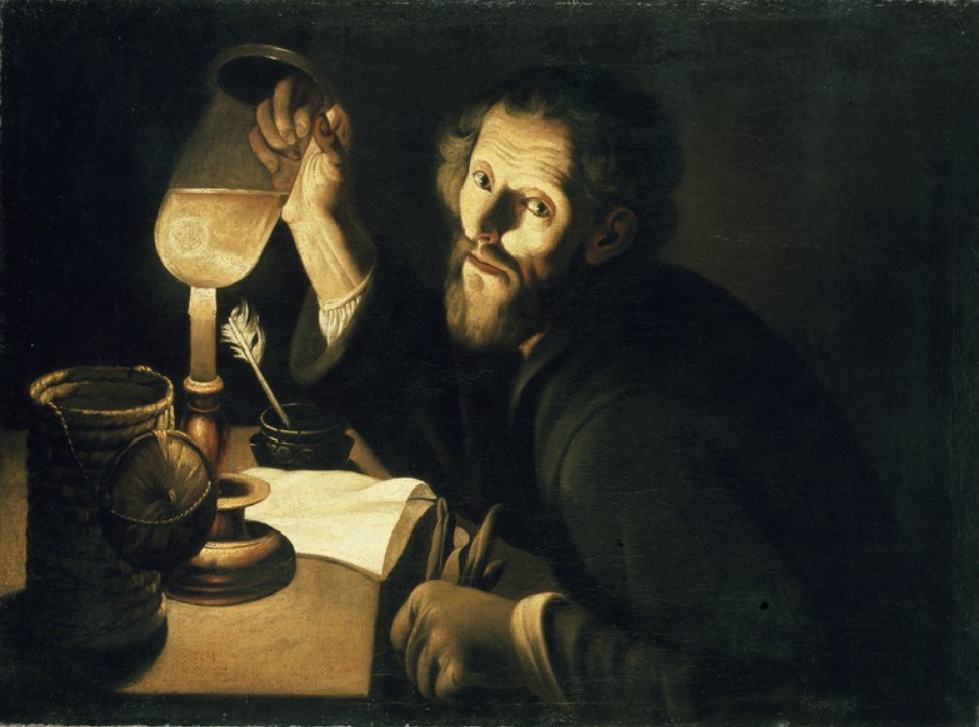
Мастер света свечи. Врач, изучающий мочу, I половина XVII века
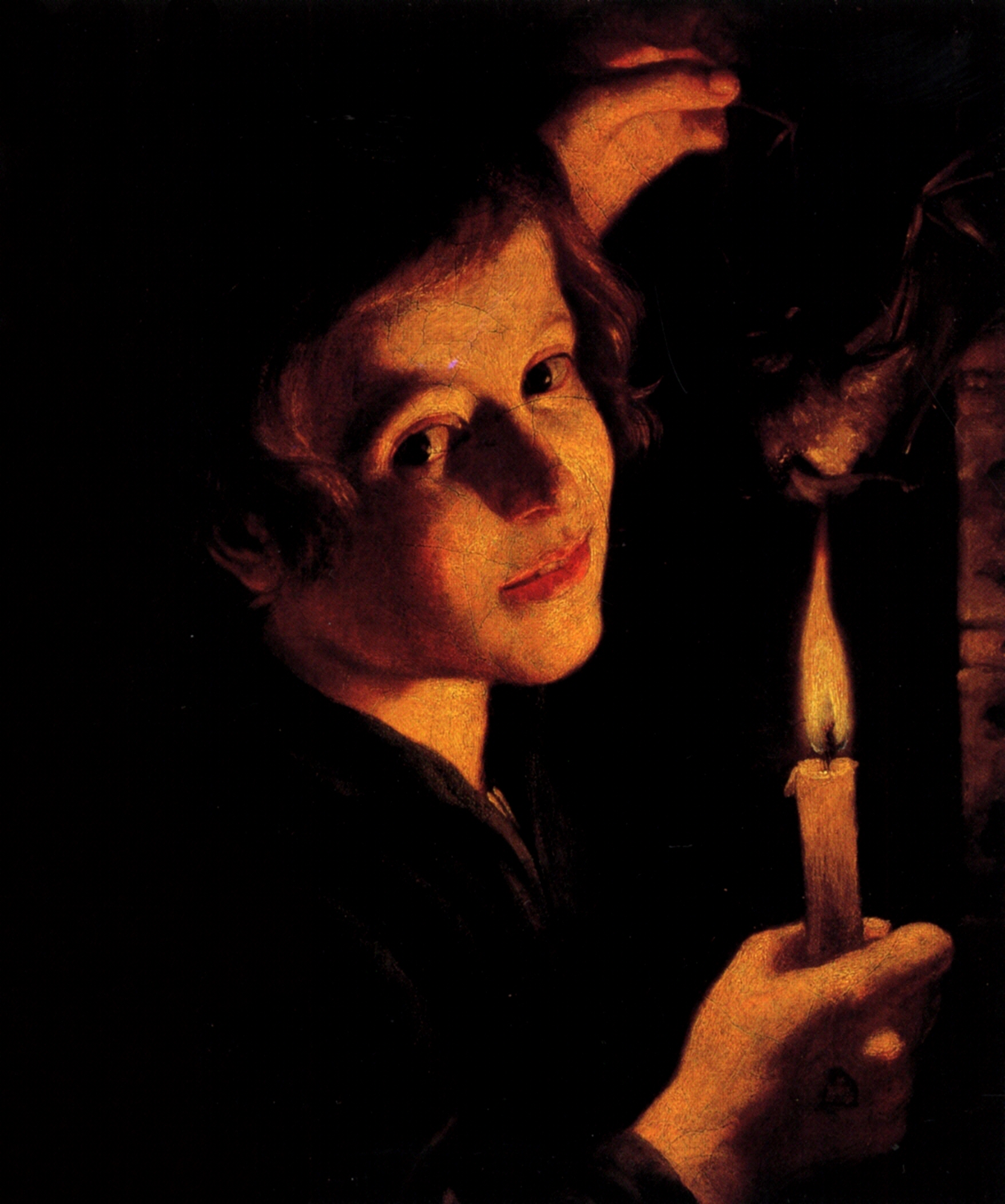
Мастер света свечи. Мальчик с летучей мышью, до 1650 (Галерея Дориа-Памфили)
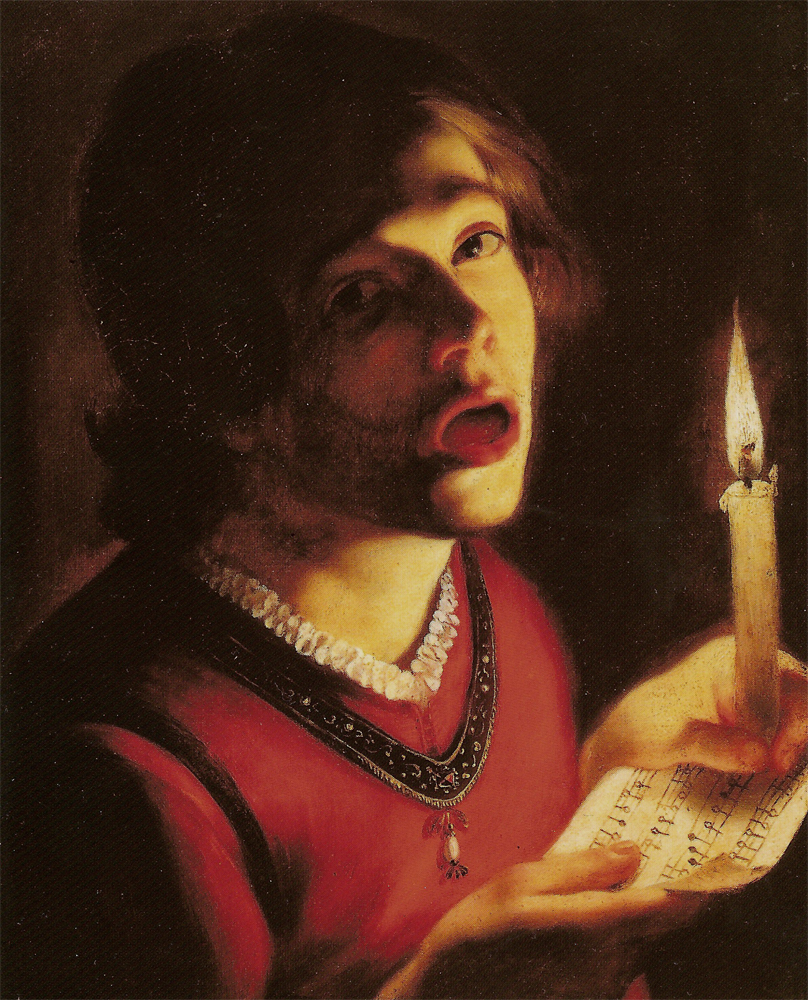
Мастер света свечи. Поющий мальчик, до 1650 (Галерея Дориа-Памфили)
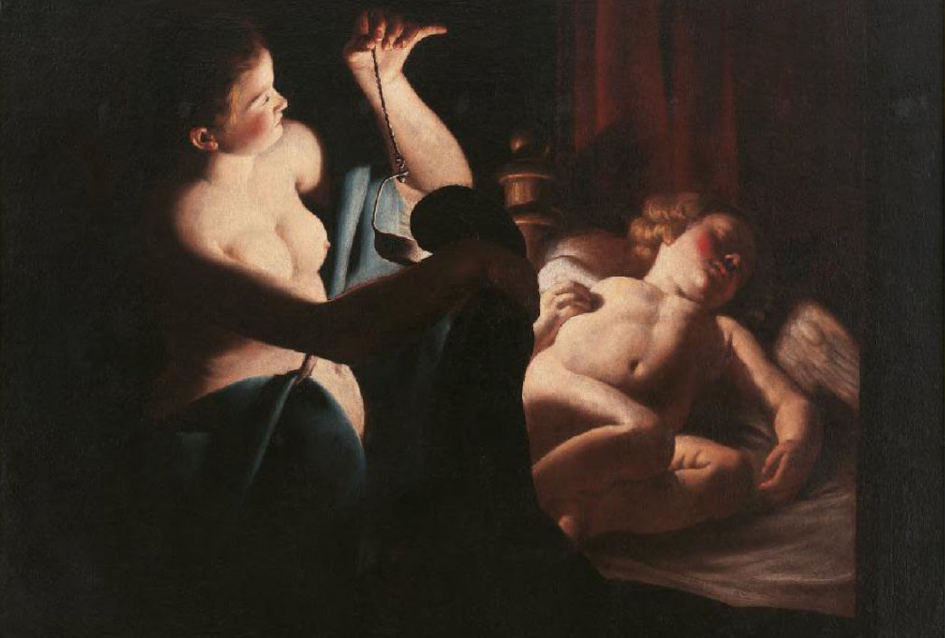
Мастер света свечи. Амур и Психея, 1630—1633
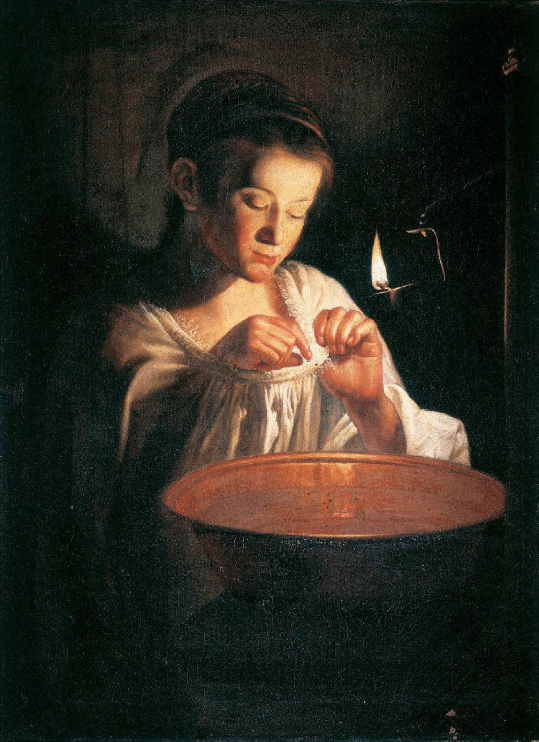
Мастер света свечи. Женщина, ищущая блоху, 1630—1635 (Галерея Дориа-Памфили)
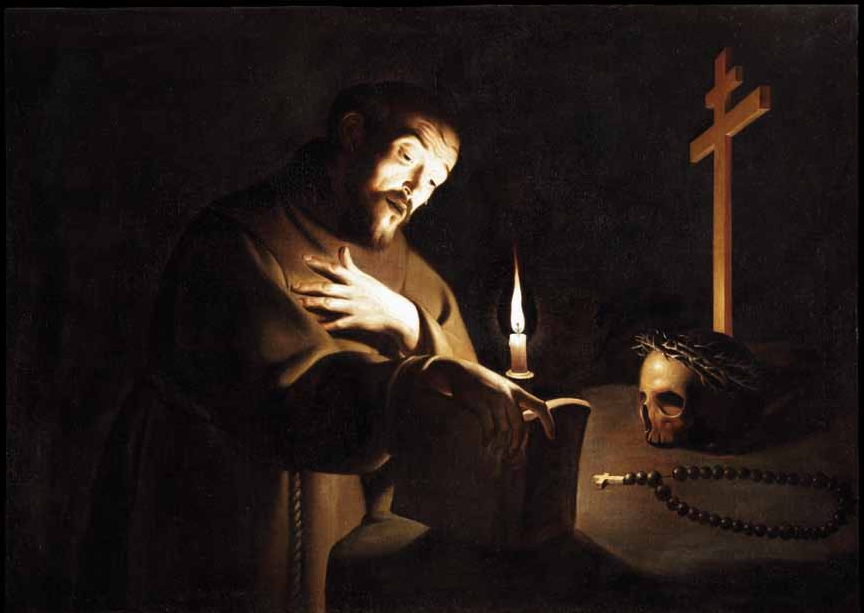
Мастер света свечи. Святой Франциск в молитве, 1630—1634
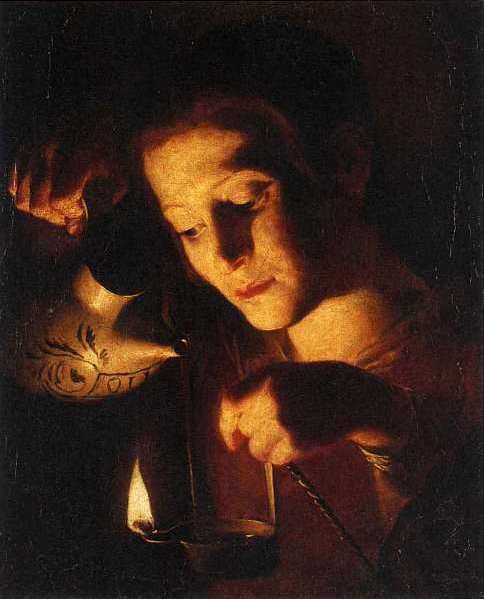
Мастер света свечи. Девушка, заправляющая маслом лампу, I половина XVII века